# Tôlanaro
Tôlanaro (zwane także Faradofay, dawniej Fort-Dauphin) – miasto na wąskim półwyspie w południowej części Madagaskaru, nad Oceanem Indyjskim, stolica regionu Anosy. Według spisu z 2018 roku liczy 67,3 tys. mieszkańców i jest jedenastym co do wielkości miastem na Madagaskarze.
W granicach miasta znajduje się jeziora Ambinanikely oraz Amparihy. Na północ od miejscowości położone jest także jezioro Lanirano, a na południowy zachód Andriambe. W pobliżu miasta do Oceanu Indyjskiego uchodzi rzeka Manampanihy.

## Historia
Miasto zostało założone w 1643 roku przez Francuską Kompanię Wschodnioindyjską, która zbudowała tam fort i nazwała go Fort Dauphine na cześć Ludwika XIV noszącego tytuł Delfina Francji. Zamieszkiwało go około 100 kolonistów, którzy zostali ewakuowani w 1674 roku po konflikcie z ludem Anatosy. Innymi przyczynami były słabe wyniki handlowe oraz choroby tropikalne dotykające osadników.
Relacja Étienne de Flacourt, mieszkającego przez pewien czas w forcie, do XIX wieku była głównym źródłem informacji na temat Madagaskaru.